# Biro
Pour les articles homonymes, voir Biró.
Biro est l'un des sept arrondissements de la commune de Nikki dans le département de Borgou au Bénin.

## Géographie
L'arrondissement de Biro est situé au nord-est du Bénin et compte six villages que sont Biro, Sarawodo, Gnanhoun, Ourarou, Sonsonre et Tebo.

## Démographie
Selon le recensement de la population de 2013 conduit par l'Institut national de la statistique et de l'analyse économique (INSAE), Biro compte 12 650 habitants.